# Алберо (Модена)
Алберо (итал. Albero) је насеље у Италији у округу Модена, региону Емилија-Ромања.
Према процени из 2011. у насељу је живело 38 становника. Насеље се налази на надморској висини од 559 м.